# Министерство иностранных дел Чили
Министерство иностранных дел Чили отвечает за планирование, руководство, координацию, выполнение, контроль и информирование внешней политики, сформулированной президентом Чили.

## История
- Министерство иностранных дел и колонизации 1871—1887
- Министерство иностранных дел и культа 1887—1896
- Министерство иностранных дел, культа и колонизации 1896—1924
- Министерство иностранных дел 1924—1929, и вновь с 1941 года
- Министерство иностранных дел и торговли 1930—1941